# Evangeliar Heinrichs des Löwen

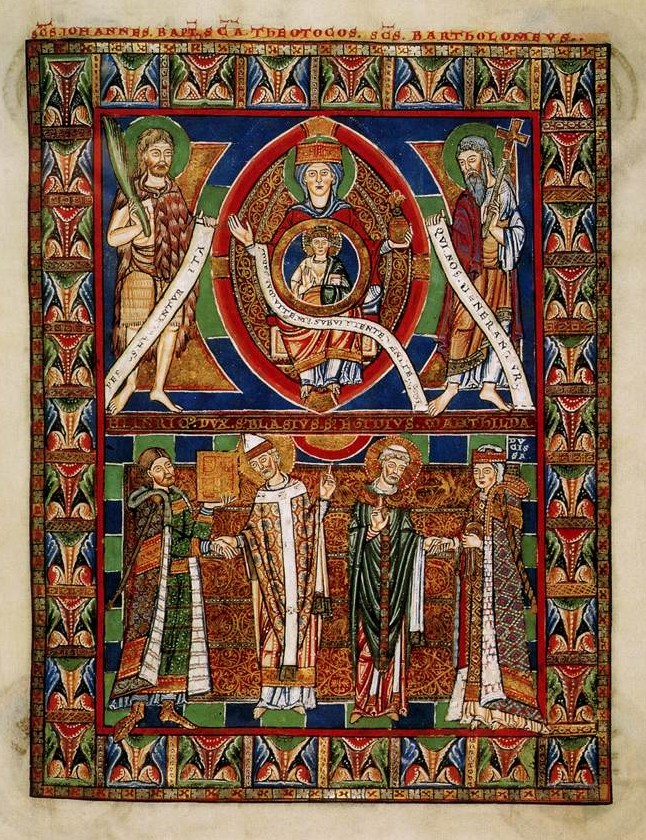
Evangeliar Heinrich des Löwen, fol. 19r: Heinrich der Löwe und seine Frau Mathilde werden von den Hl. Blasius und Aegidius der thronenden Maria zugeführt; Heinrich bietet Maria das Evangeliar dar. Neben Maria Johannes der Täufer und der Hl. Bartholomäus

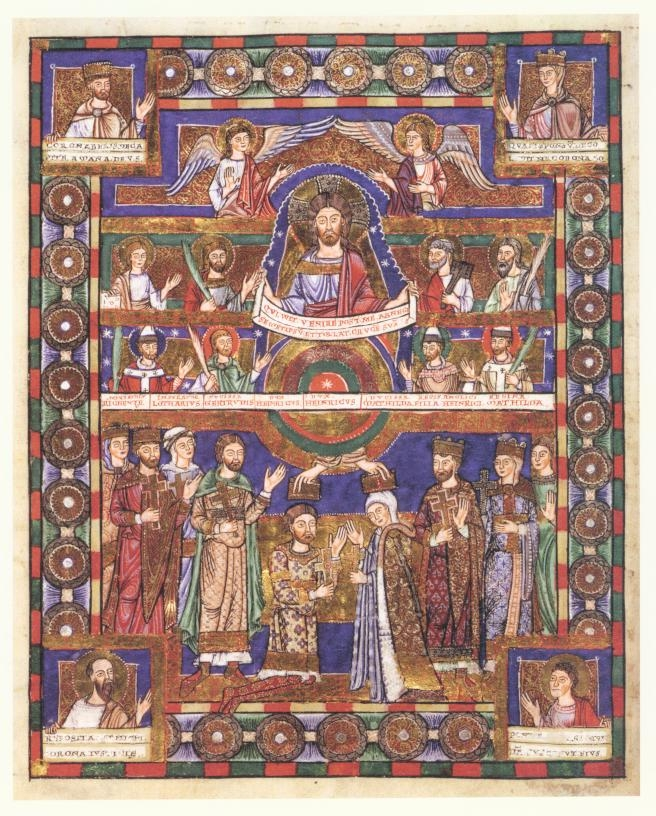
Evangeliar Heinrich des Löwen, fol 171v: Krönung Heinrichs des Löwen und Mathildes

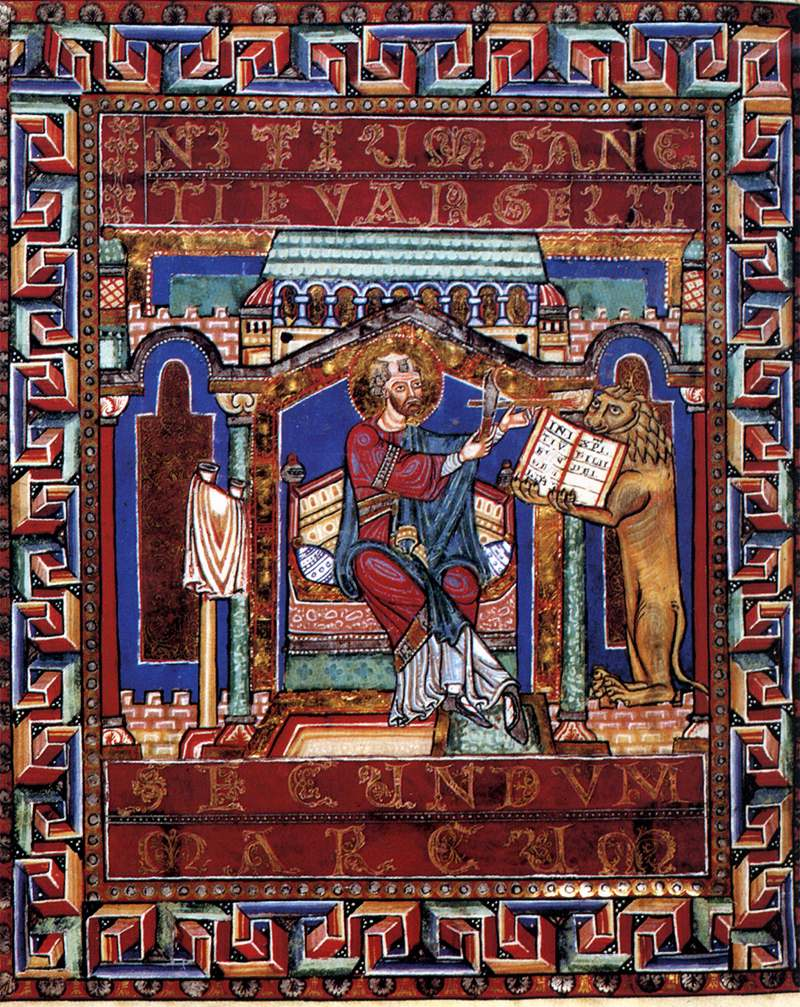
Evangeliar Heinrich des Löwen: Evangelist Markus

Das Evangeliar Heinrichs des Löwen und Mathildes von England ist ein von Herzog Heinrich dem Löwen und seiner Gattin, Herzogin Mathilde von England, als Stiftung für den Marienaltar der Stiftskirche St. Blasius in Braunschweig bestimmtes Evangeliar. Es gilt als das Hauptwerk der romanischen Buchmalerei des 12. Jahrhunderts in Norddeutschland und befindet sich heute in der Herzog August Bibliothek in Wolfenbüttel (Signatur Cod. Guelf. 105 Noviss. 2°).

## Entstehung
Das Evangeliar entstand in der Benediktinerabtei Helmarshausen. Das Braunschweiger Gotteshaus wurde seit 1173 errichtet, sein Marienaltar im Jahr 1188 geweiht. Die Entstehung wird von einigen Wissenschaftlern um 1173–1175 vermutet, die Mehrheit geht jedoch davon aus, dass das Werk erst um 1188 entstanden ist.

## Beschreibung
Die Handschrift umfasst 226 Blätter mit 50 ganzseitigen Miniaturen, 17 Kanontafeln, vier Bilder der Evangelisten, neun Zierseiten und 20 Bilddarstellungen. Der Gesamttext enthält ca. 1.500 kleinere, 77 größere und sieben große, reich verzierte Initialen. Die Maße sind 34,2 cm Höhe × 25,3 cm Breite. Das Evangeliar enthält, meist in Spruchbändern verkürzt, die vier Evangelien und in Miniaturen die Heilsgeschichte des Christentums. Einer der Schöpfer des Werkes hat sich am Anfang in dem Buch selbst verewigt: liber labor est Herimanni: (Das) Buch ist Werk des (Mönchs) Hermann.

## Geschichte der Handschrift
Zu einem unbekannten Zeitpunkt, spätestens jedoch 1593, gelangte die Handschrift in den Besitz des Metropolitankapitels des Prager St. Veitsdoms.
1861 erwarb König Georg V. von Hannover die Handschrift für zehntausend Taler vom Prager Metropolitankapitel für das von ihm begründete und 1862 eröffnete „Königliche Welfenmuseum“, in dem auch der Welfenschatz, der Reliquienschatz der St. Blasiuskirche in Braunschweig, ausgestellt war. Nach seiner Abdankung 1866 nahm Georg V. die Handschrift als Privatbesitz der Welfen an seinen Exilsitz in Gmunden im Salzkammergut mit. Dort wurde er später auf dem Schloss Cumberland aufbewahrt. Nach 1932/33 ist der Aufbewahrungsort unbekannt. Gesichert ist, dass das Buch sich bis 1945 im Besitz der Welfen befand.
Im August 1983 wurde die Handschrift dem Londoner Auktionshaus Sotheby’s von offiziell bis heute unbekannten Besitzern angeboten. Das Buch wurde schließlich am 6. Dezember 1983 für 32,5 Millionen D-Mark durch Hermann Josef Abs für Deutschland ersteigert. Das Evangeliar war bis zum Erwerb einer Handschrift des Leonardo da Vinci („Codex Leicester“) durch Bill Gates das teuerste Buch der Welt.
Den Kaufpreis brachten im Rahmen einer Gemeinschaftsanstrengung zur Sicherung nationalen Kulturgutes die deutsche Bundesregierung, die Bundesländer Niedersachsen und Bayern, die Stiftung Preußischer Kulturbesitz sowie private Spender (v. a. aus Braunschweig) auf. Die Handschrift ist daher gemeinsames Eigentum der Länder Niedersachsen und Bayern, der Stiftung Preußischer Kulturbesitz sowie der Bundesrepublik Deutschland.

## Aufbewahrung
Das Evangeliar wird in der Herzog August Bibliothek in Wolfenbüttel unter der Signatur Codex Guelf. 105 Noviss. 2° aufbewahrt und aus konservatorischen Gründen nur alle zwei Jahre ausgestellt. Die erste Ausstellung des Originals nach der Ersteigerung war 1985 in der Burg Dankwarderode (mit Polizeischutz). An mehreren Orten werden in Ausstellungen einzelne Faksimileseiten bzw. das Gesamtfaksimile dieser kostbaren Handschrift gezeigt (Ausgabe von 1989, u. a. im Braunschweiger Dom, in Helmarshausen/Nordhessen, Herzberg/Harz).

## Handschrift
- Evangeliar Heinrichs des Löwen. Autorisiertes vollständiges Faksimile des Codex Guelf. 105 Noviss. 2° der Herzog August Bibliothek, Wolfenbüttel und zugleich CLM 30055 der Bayerischen Staatsbibliothek, München. Pergamenthandschrift aus dem 12. Jahrhundert. Insel-Verlag, Frankfurt am Main 1988.